# Peñalara
O pico de Peñalara é uma montanha da Península Ibérica, cume da serra de Guadarrama, no Sistema Central. Localiza-se na fronteira entre as comunidades autónomas de Madrid e Castela e Leão. Tem uma altura de 2428 m.